# Horia Surianu
Pour les articles homonymes, voir Horia.
 (janvier 2021).
Si vous disposez d'ouvrages ou d'articles de référence ou si vous connaissez des sites web de qualité traitant du thème abordé ici, merci de compléter l'article en donnant les références utiles à sa vérifiabilité et en les liant à la section « Notes et références ».
Horia Surianu, né en 1952 à Timisoara en Roumanie, est un compositeur franco-roumain. Il vit depuis 1983 en France à Paris et a été naturalisé français. Il mène une activité musicale soutenue aussi bien en France que sur le plan international en tant que compositeur, professeur, musicologue et chef d'orchestre.

## Biographie
Ses études musicales s'avèrent très complètes : études de violon au lycée de musique Ion Vidu à Timisoara, diplôme de maîtrise et études post-universitaires en composition musicale à l'université de Bucarest dans le cadre du Conservatoire national supérieur de musique Ciprian-Porumbescu en Roumanie, DEA (diplôme d'études approfondies) et doctorat en arts et sciences de l'Art à l'université Paris-I, Panthéon-Sorbonne. Il a été compositeur invité pour travailler dans les studios de musique électronique de l'université d'East Anglia à Norwich en Grande-Bretagne et il a participé au stage de musique de ballet à l'université de Guilford ainsi qu'au stage de musique informatique à l'IRCAM à Paris.
Sur le plan de la composition, il a écrit des musiques dans différents genres (musiques symphoniques et concertantes, musiques de chambre, de ballet, de théâtre, de film de télévision, musiques pédagogiques, musiques chorales et électroniques). Il a reçu beaucoup de commandes de la part de certaines institutions culturelles parmi lesquelles on peut mentionner les deux commandes de la France pour le Concerto pour saxophone et pour Évolutions éphémères (pièce pour dix instruments) ou la commande du Scottish Arts Council (en) pour Six Solos (musique de ballet) ainsi que certaines récompenses comme le deuxième prix au Concours international de Composition Marcel-Josse à Paris pour Vagues, Ondes, Contours (pièce pour six saxophones alto)[réf. nécessaire].
Sa musique a été jouée dans le monde sur des scènes de prestige comme au Carnegie Hall à New York, à la Maison de Radio France, au Centre Pompidou et à l'Opéra Comique à Paris, au Palace Théâtre à Londres ou à la salle de la Philharmonie Ateneul Român et à la salle de la Radio à Bucarest ainsi que dans d'autres grandes villes comme Berlin, Budapest, Cologne, Édimbourg, La Plata, Munich, Vienne, , etc.
Certaines de ses compositions ont été publiées par plusieurs maisons d'édition comme les Éditions Combre, Delatour, Henry Lemoin, Salabert en France, les Éditions Kossack en Allemagne et à Editura Muzicala en Roumanie. Plusieurs œuvres ont été gravées sur CD ou retransmissent par des radios ou télévisions dans le monde.
Sa musique se place entre la recherche spectrale et modale traduite par des intersections de certaines zones du spectre sonore combinées avec des structures modales symétriques tant sur le plan harmonique que mélodique[incompréhensible]. La mise en temps de ce matériau est souvent conçue par des séries numériques issues de matrices en mouvement continu (voir par exemple la pièce Vagues, Ondes, Contours). Le compositeur est préoccupé par la proportion entre la consonance et la dissonance dans la perception intellectuelle mais aussi physiologique en essayant de trouver un équilibre (sans revenir à la musique tonale) et de redonner à la consonance une place importante dans l'harmonie après un siècle de règne de la dissonance.
À part la composition, Horia Surianu mène aussi une activité pédagogique intense : professeur associé à l'Université Paris 1, Panthéon-Sorbonne, professeur de composition, d'écriture musicale (harmonie, contrepoint), d'analyse et de la classe d'orchestre au Conservatoire de musique de Bagnolet, Est-Ensemble (Grand Paris). Pendant des années il a travaillé également comme professeur d'écriture musicale dans les Conservatoires de musique de Massy et de Fontenay-aux-Roses dans la région parisienne.
Ses articles de musicologie publiés dans différents revues de spécialité, journaux ou ouvrages collectifs traitent des sujets variés : Trois modelages formels et une seule nature : le saxophone, Transmutation morphologique et signification de l'identité musicale, Un modèle d'analyse possible pour l'étude de la plasticité de l'espace en musique, La Musique spectrale roumaine ou une autre expression libérée, Périmètre figuratif du langage musical, La Notion de fonction harmonique et sa valeur énergétique dans le discours musical du système tonal, , etc. Il faut mentionner aussi sa participation au Dictionnaire de termes musicaux publié par Editura Musicale à Bucarest en 2008 ainsi que les portraits de compositeurs publiés par Revista Muzica sur A. Stroe, W. G. Berger ou Z. Vancea en Roumanie.
En tant que chef d'orchestre il a dirigé plusieurs orchestres symphoniques surtout pour promouvoir la musique contemporaine roumaine et il a fondé l'orchestre du Conservatoire de Bagnolet avec lequel il a soutenu de nombreux concerts et pour lequel il a composé des pièces pédagogiques comme le conte musical S.P. Le Stylo Plume, gravé sur CD et publié aux Éditions Combre à Paris, le conte musical Un voyage de rêve, gravé également sur CD ou le conte musical Volöd Notiz.

## Œuvres

### Musiques pour orchestre ou ensemble instrumental
- Alites (1982) pour 5 cordes, piano et 2 percussions. Création à Bucarest à Ateneul Roman, par l'ensemble « Traiect », direction : Sorin Lerescu. Durée : env. 18 min 20 s.
- Esquisse pour un clair-obscur (1985), pour 6 instruments (FI, Cl, VI, Vlc, Piano et Sax soprano avec un rôle de soliste). Création au Théâtre des Sources de Fontenay-aux-Roses, par un ensemble dirigé par Robert Rey-Campagnolle (1989). Enregistrement sur CD par Daniel Kientzy et l’Ensemble « Archaeus », direction Liviu Danceanu, Nova Musica, Paris, 2001. Durée : env. 9 min.
- Évolutions éphémères (1987) pour 10 instruments (FI, Htb, Cl, Bn, 1 Perc, Synthétiseur, VI, A, Vlc, Cb). Commande de la France. Création à Paris, Centre Georges-Pompidou, en 1988, par l'ensemble « Itinéraire », direction : Yves Prin. Publiée aux Éditions Salabert (Paris), 1988. Durée : env. 12 min.
- Au-delà de l'estuaire (1988) pièce d'orchestre. Commande de l'Union des Conservatoires de Seine-Saint-Denis. Création à Noisy-le-Sec par l'Orchestre de la Jeune Philharmonie de Seine-Saint-Denis, en 1989, direction : Henri-Claude Fantapié. Enregistrement sur CD par l'Orchestre de la Jeune Philharmonie de Seine-Saint-Denis en 1995. Durée : env. 12 min.
- Quasar ultime (1989) pour 12 cordes. Commande de l'ARIAM Île-de-France. Création à Paris, Maison de Radio-France (Grand Auditorium), par l'ensemble « Itinéraires » et l'Ensemble de cordes de Massy, en 1989, direction : Dominique Rouits. Durée : env. 15 min 30 s.
- Jeux de Miroirs (1992) pièce d'orchestre. Commande de la FNACEM. Création à Yseure dans le cadre du spectacle Euroterpe : « Identités en jeux » à Yseurespace, en 1992, par l'Orchestre du Conservatoire de Moulin, direction : Horia Surianu. Enregistrement sur CD (CD N° 16 – Anthologie de la musique roumaine) par l’Orchestre à cordes de l’Opéra de Massy, direction Dominique Rouitz, Ministère de la Culture de Roumanie, Bucarest, 2005. Durée : env. 8 min.
- Mu Mo Ma Rhapsodie (2000) pièce d'orchestre (1 FI, 1 Htb, 1 Cl, 1 Bn, 1 Tp, 1 Cor, 1 Trb, 2 Perc, Cordes). Commande de l'Orchestre de l'Opéra de Massy (Essonne). Création à l'Opéra de Massy en 2000 par l'orchestre de l'Opéra, direction : Shérif Mohie El Din. Publiée aux Éditions Combre, Paris, 2008. Durée : env. 18 min.
- Diffractions brisées (2001) pour 7 instruments (Htb, Cl, Bn, 1 Perc, Pno, VI, Vlc). Commande de l'Ensemble Archaeus de Bucarest (Roumanie). Création à Bucarest en 2000 par l'Ensemble « Archaeus » dans le cadre du Festival « La semaine internationale de la musique nouvelle », direction : Liviu Dànceanu. Durée : env 11 min 30 s.
- Tréfonds frémissant (2007) pour 12 instruments (Fl, Htb, Cl, Bn, Trp, Cor, Trb, 1 Perc, Vl, A, Vlc, Cb). Commande du Festival de musique contemporaine « La semaine de la musique contemporaine » de Bucarest. Création à Bucarest, mai 2007 par l’Ensemble « Profil », Ditection Dan Dediu. Durée : env 6 min 30 s.
- Syllogisme et Doute (2008) pour 7 instruments (Htb, Cl, Bn, 1 Perc., Pno, Vl, Vlc). Commande de l’Ensemble « Archaeus » de Bucarest (Roumanie). Création à Bucarest en 2008 par l’Ensemble « Archaeus » dans le cadre du Festival « La semaine de la musique contemporaine » (18e édition), direction : Liviu Danceanu. Durée : env. 13 min.
- Antonymes Sonores (2014) pour 6 instruments (Htb, Cl, Bn, 1 Perc., Vl, Vlc). Commande de l’Ensemble « Archaeus » de Bucarest (Roumanie). Durée : env. 10 min

### Musique concertante
- Concerto pour violon et orchestre (1976). Création à la Radiotélévision Roumaine, Bucarest, 1975, par l'Orchestre de la Radiotélévision, soliste : Stefan Rodescu. Durée : env. 15 min.
- Riga Crypto si Lapona Enigel (1978-79) pour flûte et orchestre à cordes. Commande de l'Union des compositeurs de Roumanie. Création à Tirgu-Mures, par l'Orchestre philharmonique de Tirgu-Mures. Durée : env. 16 min.
- Concerto pour saxophone et ensemble (1984). Commande de la France. Création dans le cadre du Festival de Musique contemporaine de la Havane, Cuba, 1993, par l'Orchestre Symphonique du Grand Théâtre de la Havane, soliste : Daniel Kientzy (saxophones), direction : Gonzalo Romeu. Enregistrement sur CD par Daniel Kientzy (saxophones) et l’Orchestre de chambre de la Radio nationale de Roumanie, direction Neil Thomson, Nova musica, Paris, 2001. Durée : env. 17 min.
- Cantilène Perdue (1996) pour accordéon chromatique solo et ensemble (FI, Htb, Cl, Bn, Perc, Guitare, VI, A, Vlc, Cb). Commande de l'EIC Rennes. Création par l'EICR, 1996, soliste : Philippe Coquemont, direction : Thierry Mercier. Durée : env. 15 min.
- Horalunga (2003) pour saxophone sopranino et ensemble (Trp, 2 Trb, Perc, Piano, Vl1, Vl2, A, Vlc, Cb). Commande de la Fondation Francis et Mica Salabert. Création par l’Ensemble « Ars Nova » à Cluj (Roumanie) en 2005. Soliste : Daniel Kientzy, Direction : Cornel Taranu. Durée : env. 8 min.
- Inimamé (2005) pour saxophone ténor et orchestre (Fl, Htb, Cl, Bn, Trp, Cor, Trb, 1 Perc, Cordes). Commande de la Fondation Francis et Mica Salabert. Création par l’Orchestre Philharmonique « Mihail Jora » de Bacau (Roumanie) dans le cadre du Festival « Les journées de la musique contemporaine » en 2006 à Bacau. Soliste : Daniel Kientzy, Direction : Ovidiu Balan. Durée : env. 14 min.
- Rocosu (2006) pour saxophone soprano et ensemble (Fl, Htb, Cl, Bn, Trp, Cor, Trb, 1 Perc, Cordes). Commande de la Fondation Francis et Mica Salabert. Création par l’Orchestre Philharmonique de Timisoara (Roumanie) dans le cadre du Festival International « Timisoara muzicala » en 2008. Soliste : Daniel Kientzy. Direction Jean-Claude Dodin. Durée : env. 8 min 30 s.
- Doiul-Iodul (2008) pour saxophone alto et orchestre à cordes. Commande de la Fondation Francis et Mica Salabert. Création par l’ensemble « Musique d’Avance », dans le cadre des « Trois jours de la musique contemporaine » à la Maison de la Magie de Blois. Soliste : Daniel Kientzy. Direction : Jean-Claude Dodin. Durée : env. 6 min 30 s.
- Léandra (2010) pour Saxophone Baryton Solo et Ensemble (Timbales, Piano, Vl I, Vl II, A, Vlc, Cb). Commande de la Fondation Francis et Mica Salabert. Création par l’Orchestre Philharmonique « Mihail Jora » de Bacau (Roumanie) en avril 2011 à Bacau. Soliste : Daniel Kientzy, Direction Horia Surianu. Durée : env. 8 min.
- Ciubumé (2010) pour Saxophone Basse Solo et Ensemble (Trp, Cor, Trb, Percussion, Piano). Commande de la Fondation Francis et Mica Salabert. Durée : env. 11 min.
- Sîrboapa (2011) pour Saxophone Contrebasse Solo et Ensemble (Fl, Htb, Cl, Bn, Trp, Cor, Trb). Commande de la Fondation Francis et Mica Salabert. Durée : env. 4 min.
- Double Concerto pour Flûte Piccolo, Flûte Traversière et Orchestre (2015). Commande de l’Orchestre philharmonique Banatul de Timisoara (Roumanie). Création à Timisoara à la Philharmonie Salle Capitol Avril 2015 dans le cadre du Festival International Timisoara Muzicala par l’Orchestre philharmonique Banatul dirigé par Michael Hasel (Allemagne), solistes Ion Bogdan Stefanescu – Flûte Traversière et Vlad Alecsandru Colar – Flûte Piccolo. Publié aux Éditions Kossack (Allemagne) 2015. Durée : env. 25 min

### Musique vocale-instrumentale et lyrique
- Trois lieder pour soprano et piano sur des poèmes d'Apollinaire (1978-79) (Clair de Lune, Les Colchiques, L’adieu). Création à Bucarest, Sala Mica à Palatului, par Steliana Calos (soprano) et Lavinia Tomulescu-Coman (piano). Durée : env. 15 min.
- Opéra des enfants (1990-91), ballet-opéra. Commande de la Compagnie A 7 Danse, avec l'aide à la Création du Ministère de la Culture. Conception et chorégraphie de Maïté Fossen. Création à l'Opéra d'Avignon (1991). Durée : env. 1 h 10 min.
- Si ... (2002) pour voix (Soprano ou Ténor) et piano sur un poème d'Andrée Brunin. Création par le ténor Damien Top à l’église Saint-Roch à Paris organisée par la Fondation Charles-Oulmont sous l’égide de la Fondation de France en 2003. Durée : env. 3 min 30 s.
- Aus meinem poetischen Hirnkasten (2006) pour Soprano, piano et percussion sur un poème de W. A. Mozart. Création dans le cadre du Festival Mozart « Die lange Mozart Nacht » en 2006 de Augsburg (Allemagne) par le Trio Cervino. Durée : env. 6 min.
- Trois Chansons sur des poèmes de Mihai Eminescu, (2013) pour voix et piano : Peste vîrfuri (soprano), Prin nopti tacute (mezzo), Unda spuma (baryton). Commande du Concours national d’interprétation de la chanson Ionel Perlea (Roumanie), mai 2014. Durée : env. 6 min 40 s.
- La Chute de Babylone, (2016) Oratorio pour narrateur, solistes, chœur, orgue et orchestre. Texte recomposé d’après le Livre de Daniel de l’Ancien Testament par Horia Surianu. Création par le Chœur et Orchestre de la Philharmonie Banatul, Timisoara, octobre 2016. Direction Tiber Popovici. Solistes : Maria Onita (Soprano), Daniel Zah (Ténor), Lucian Onita (Baryton). Chef de chœur : Iosif Todea. Orgue : Cristina Struta. Commande du Festival Timorgelfest 2016, Timisoara, Roumanie. Durée : env. 1h 00.

### Musique de chambre
- Quatre pièces pour piano (1977). Création à Bucarest, Sala Mica à Palatului, par Lavinia Tomulescu-Coman. Publiées dans le recueil intitulé : Répertoire instrumental - pièces de piano, composées par des compositeurs roumains, Editura Musicala, Bucarest, 1979. Durée : env. 3 min 30 s.
- Quatuor à cordes (1980) : Prélude, Cantilène I, Intermède, Cantilène II, Épilogue. Création à Bucarest, Sala Mica à Palatului, par un Quatuor de l'Orchestre philharmonique Georges-Enesco de Bucarest. Durée : env. 19 min.
- Refractio poesis (1980) pour flûte, 2 pianos et récitant (ou flûte et bande magnétique), sur le texte Joe Secund de I. Barbu. Création à Radio France (Grand Auditorium de la Maison de Radio France), par Pierre-Yves Artaud, 1983. Publiée par Editura Musicala, Bucuresti, 1992. Durée : env. 14 min 20 s.
- Cantus Rudis (1981) pour contrebasse et ensemble : 2 pianos, 4 scies, 2 cobzas (luth roumain) ou bande magnétique. Création à Bucarest, Ateneul Roman, par Fernando Grillo, 1981. Enregistrement sur disque Electrecord Bucarest, par Fernando Grillo, 1982. Durée : env. 8 min.
- Vritra (1982) pour clarinette et piano (ou bande magnétique). Création à Bucarest, Radiotelevisiunea Româna, par Aurelian Octav Popa. Publiée par Editura Musicale, Bucuresti, 1992. Durée : env. 11 min 30 s.
- Pantum sonata (1982) pour basson et piano. Enregistrement à Bucarest Radiotelevisiunea Româna, par Miltiade Nenoiu (basson) et Remus Manoleanu (piano). Création à Ateneul Roman, Bucarest, 1982. Durée : env. 9 min 30 s.
- Vagues, Ondes, Contours (1983-84) pour saxophone alto et bande magnétique (ou 6 sax. alto). Deuxième prix au concours international de composition Marcel Josse, Paris, 1984.Création à l'IRCAM, Paris, par Daniel Kientzy, 1984. Enregistrement sur CD – Pur Sax par Daniel Kientzy, 1997. Publiée aux Éditions Salabert, Paris, 1987. Durée : env. 11 min 30.
- Luisance des Tréfonds (1992) pour quatuor à cordes. Commande du Centre musical Marius-Constant de Juvisy-sur-Orge. Création lors du spectacle « 20 minutes pour Cioran », à la Salle des Fêtes de Juvisy-sur-Orge, dans le cadre de la Ve Biennale de la Création musicale et chorégraphique de l'Essonne, 1992. Durée : env. 5 min.
- Prélude au crépuscule à Canna (1997) pour piano. Création à Nocara (Italie) par Juan Carlos Panarace, 1997. Durée : env. 6 min.
- Incantatio (2001) pour guitare et quatuor à cordes. Création à Salinelles (France) dans le cadre du Festival de Villevieille et Salinelles, par le quatuor « Amedro » et Michel Rolland (guitare), Août 2001. Durée : env. 11 min.
- SonaTanoS (2003) pour piano. Création au théâtre BKA de Berlin (Allemagne) en 2003 par Elzbieta Sternlicht. Publiée aux Éditions Combre, Paris, 2008. Durée : env. 6 min.
- Évocation (2006) pour guitare solo. Création à la Mairie du 1er arrondissement de Paris en 2007, par Maryvonne Lambert. Publiée aux Éditions Henry Lemoine, Paris, 2007. Durée : env. 7 min.
- Dialogues croisés (2009) Trio pour Flûte, Piano et Percussion, pièce dédiée au Trio « Contraste ». Composition réalisée dans le cadre de la résidence artistique à Tescani (Roumanie), à la Maison de la création Georges-Enesco, août 2009. Création à Bucarest dans le cadre du Festival « La Semaine Internationale de la Nouvelle Musique » par le Trio « Contraste » au Palais « Cantacusino » en mai 2010. Durée : env. 12 min
- Triptyques en variations (2009) pour quatuor de guitares (Triptyque I - durée : env. 5 min 30 s ; Triptyque II - durée : env. 7 min ; Triptyque III - durée : env. 10 min). Commande de la MPAA de la Ville de Paris pour le Festival « Guitares Fusion ». Création par des élèves des Conservatoires de Paris et de la région parisienne dans le cadre du Festival à l’Auditorium de Saint Germain à Paris, septembre 2009. Durée : env. 22 min 30 s.
- Brume (2010) pour Flûte et Guitare. Commande du Conservatoire à Rayonnement Régional de la Ville de Reims. Création au Conservatoire de Reims par Odile Renault : Flûte et Michel Rolland : Guitare en février 2011. Durée : env. 11 min.
- Rêverie byzantine en canon (2012) pour trio d’anches (hautbois, clarinette, basson). Commande de l’ensemble Archaeus pour le Festival Forum Neuer Musik 2012 à Cologne (Allemagne). Création par l’ensemble Archaeus en avril 2012 à Cologne (Allemagne). Durée : env. 8 min.
- Fantaisie en variations sur un thème populaire (2015) pour guitare et quatuor à cordes. Dédié au guitariste Bogdan Mihailescu. Durée : env. 7 min.

### Musique de ballet
- Quatre pièces pour ballet (1984). Réalisées dans le studio de musique électronique de l'Université de Surrey, Guilford, Grande-Bretagne. Création à Rennes, par le Théâtre chorégraphique de Rennes, en 1986. Chorégraphie de Gigi Caciuleanu, dans le spectacle « News ». Durée : env. 15 min.
- Six solos (1985). Réalisée au Studio électronique de l'université d'Édimbourg, Écosse. Commande de Scottish Arts Council. Création à Édimbourg par le Scotland's Contemporary Dance Théâtre, en 1985. Chorégraphie de Tom Yang. Durée : env. 33 min 30 s.
- Terra incognito (1989). Commande de la Compagnie A 7 Danse. Création à Avignon au théâtre des Halles, par la Compagnie A 7 Danse, en 1989. Chorégraphie de Maïté Fossen. Durée : env. 1hl0 min.
- Sans pieds, ni tête (1993). Commande du théâtre du Préau (Caen). Création au théâtre d'Hérouville (Caen), par la Compagnie A 7 Danse, en 1994. Chorégraphie de Maïté Fossen. Durée : env. 1 h.
- Et nos éclats de rire ! (1995). Commande de la Compagnie A 7 Danse avec l'aide à la création du ministère de la Culture. Création au Théâtre de Cavaillon (scène nationale), par la Compagnie A 7 Danse, en 1995. Chorégraphie de Maïté Fossen. Durée : env. 1 h.
- Variations pour deux violoncelles (Variation I, Variation II)" (1997) Commande de la Direction de la Danse (ministère de la Culture) pour violoncelle solo. Chorégraphie (à visée pédagogique) de Maïté Fossen. Enregistrement sur CD et vidéo VHS « Épreuves de danse », réalisé par le ministère de la Culture, Paris, 1998. Durée : env. 6 min.

### Musique pédagogique
- Le secret du silence (1987), pièce pour 5 instruments (FI, Cl, Trb, VI, Vlc) et 3 chorales d'enfants, sur un texte de Victor Hugo. Commande à visée pédagogique pour le Conservatoire de musique de Juvisy-sur-Orge. Création au Centre Marius-Constant, Juvisy-sur-Orge, en 1987. Durée : env. 15 min.
- Le Repas (1990-91), pièce pour orchestre (extrait de l'Opéra des Enfants). Création à l'Opéra d'Avignon (1991). Durée : env. 6 min.
- Le Bal (1990-91), pièce pour quintette à vent (FI, Htb, CI, Cor, Bn), (extrait de l'Opéra des Enfants). Création à l'Opéra d'Avignon (1991). Durée : env. 5 min.
- Les Ordres (1990-91), pièce pour Soprano et 3 voix égales d'enfants, (extrait de l'Opéra des Enfants). Création à l'Opéra d'Avignon (1991). Durée : env. 4 min.
- La Nuit (1990-91), pièce pour soprano, flûte, alto, violoncelle (avec ou sans bruitages sur bande magnétique), (extrait de l'Opéra des Enfants). Création à l'Opéra d'Avignon (1991). Durée : env. 20 min.
- S.P. Le Stylo-Plume (1997), conte musical pour chœur d'enfants et orchestre, d'après un texte de Joëlle Remondin, des enseignants et des élèves de l’École élémentaire de la Roue de Fontenay-aux-Roses. Commande du Conservatoire de musique, de l'APEC et de la Ville de Fontenay-aux-Roses. Création au Théâtre des Sources de Fontenay-aux-Roses en 1997, direction : Horia Surianu. Version orchestre et parties chorales publiée aux Éditions Musicales COMBRE, 1998. Enregistrement sur CD par les orchestres des Conservatoires de Bagnolet et Fontenay-aux-Roses et la chorale d’enfants de l’École élémentaire de la Roue de Fontenay-aux-Roses, direction Horia Surianu, ville de Fontenay-aux-Roses, ADIAM 92, Paris MPO 1998. Version piano – chant, publiée aux Éditions Musicales COMBRE, 2004. Durée : env. 30 min.
- Élégie (I997), pièce pour petit orchestre. Commande du Conservatoire de Musique de Bagnolet. Création au « Cin'hoche » de Bagnolet en 1997 par l'Orchestre du Conservatoire de Bagnolet, direction : Horia Surianu. Enregistrement sur CD par l’Orchestre du Conservatoire de Bagnolet, direction Horia Surianu, 1999, EMMA de Bagnolet et Nova Musica. Durée : env. 6 min.
- Folie Espagnole (1999), pièce pour orchestre. Commande de l’APEC du Conservatoire de musique de Fontenay-aux-Roses. Création au théâtre des Sources de Fontenay-aux-Roses en 2000, par l’Orchestre de l’EMMA, direction Jean Devigne. Durée : env. 9 min.
- Un voyage de rêve (2000), conte musical pour récitant, voix solistes, chœur d'enfants et orchestre, d'après le texte de Bernard Chambaz Neruda Tombouctou. Commande du Conseil général de Seine-Saint-Denis et de la ville de Bagnolet. Création à l’église Notre-Dame de Pontmain de Bagnolet en 2000 par la Chorale et l'Orchestre du Conservatoire de Bagnolet, direction : Horia Surianu. Enregistrement sur CD par la chorale d’enfants et l’Orchestre du Conservatoire de musique de Bagnolet, direction Horia Surianu, 2001, EMMA de Bagnolet et le conseil général de Seine-Saint-Denis. Durée : env. 37 min.
- Tambours rebelles (2003), théâtre instrumental pour orchestre. Création au Théâtre « le Samovar » à Bagnolet en Mai 2003 par l’Orchestre du Conservatoire de Bagnolet et la Compagnie Déviation. Direction : Horia Surianu. Mise en scène : Barbara Boichot. Instrumentarium : Alain Mignon. Commande du Conseil Général de Seine-Saint-Denis et de la ville de Bagnolet. Durée : env. 40 min.
- Pourquoi c’est toujours sur moi que ça tombe ! (2005), cantate pour solistes, chœur d’enfants et orchestre. Création au théâtre « le Samovar » à Bagnolet en 2006 par la Compagnie Déviation. Direction : Horia Surianu. Commande de la Compagnie Déviation et de la ville de Bagnolet, avec l’aide du conseil général de Seine-Saint-Denis. Durée : env. 45 min.
- Volöd Notiz (2008), conte musical pour récitant, chœur d’enfants et orchestre sur le livret (texte) de Cyrille Auchapt. Commande de la ville de Blois et du Conservatoire de Musique de Blois. Création à la « Halle aux Grains » de Blois en 2009 par les chœurs des écoles élémentaires de Blois et un orchestre dirigé par Jean-Claude Dodin. Durée : env. 50 min.

### Musique chorale
- Am lubit (1974), pour chœur mixte, sur un poème de Nicolae Labis. Prix au Concours national de composition de musique chorale pour les jeunes compositeurs roumains, Bucarest, 1974. Création par la chorale du CNSM au Conservatoire de Bucarest, 1974. Publiée par Editura Muzicala, Bucarest, 1980. Durée : env. 3 min.
- Zbor (1978), pour chœur mixte, sur un poème de Ion Serban Drincea. Troisième prix au Concours national de musique chorale, Bucarest, 1977. Publiée par l'Institut de Recherches ethnologiques et dialectologiques, Bucarest, 1978. Durée : env. 3 min.